# 吉川遼
吉川 遼（きっかわ りょう、1996年3月21日 - ）は、ジャパンラグビーリーグワン日本製鉄釜石シーウェイブスRFCに所属するラグビー選手。

## プロフィール
- 東京都調布市出身。
- ポジションはウィング(WTB)、フルバック(FB)。
- 身長 176 cm、体重 83 kg
- ニックネームはりょう。
- 父の淳二は元ラグビー選手(元伊勢丹)[1]

## 略歴
12歳からラグビーを始めた。
國學院久我山高校卒業後、2015年、ワイカト大学に入学。
2019年、ワイカト大学卒業後、日野レッドドルフィンズに加入。
2021年2月21日にジャパンラグビートップリーグ第1節ヤマハ発動機ジュビロ戦に先発出場で公式戦初出場を果たす。
2023年、日本製鉄釜石シーウェイブスRFCに加入。